# Терцо (Потенца)
Терцо је насеље у Италији у округу Потенца, региону Базиликата.
Према процени из 2011. у насељу је живело 67 становника. Насеље се налази на надморској висини од 449 м.